# Juan Maldacena

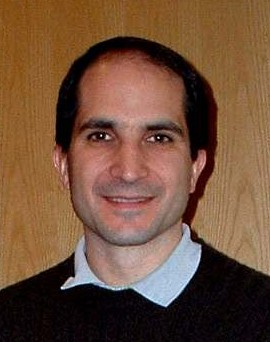
Juan Maldacena an der Harvard University

Juan Martín Maldacena (* 10. September 1968 in Buenos Aires, Argentinien) ist ein argentinischer Theoretischer Physiker und Stringtheoretiker.

## Leben
Maldacena studierte von 1985 bis 1988 Physik an der Universidad de Buenos Aires sowie am Instituto Balseiro der Universidad Nacional de Cuyo in Bariloche, wo er 1991 einen Master-Abschluss (Licenciatura) erwarb. Im Folgejahr ging er an die Princeton University, wo er 1993 einen Master of Arts erreichte und 1996 bei Curtis Callan mit der Arbeit Black Holes in String Theory promovierte. Danach war er als Postdoc an der Rutgers University. Von 1997 bis 2001 war er Professor an der Harvard University (zunächst Visiting Associate Professor, 1998 Thomas D. Cabot Associate Professor und ab 1999 Professor). Seitdem ist er Professor am Institute for Advanced Study in Princeton.

## Forschung
Maldacenas wichtigster wissenschaftlicher Beitrag ist die AdS/CFT-Korrespondenz, eine Vermutung über die Äquivalenz von Stringtheorie in einem Anti-de-Sitter-Raum und einer konformen Feldtheorie, welche auf dem Rand dieses Raumes definiert wird. Dies ist die bislang beste explizite Formulierung des holographischen Prinzips.
Mit Leonard Susskind stellte er 2013 die ER-EPR-Vermutung auf.
Diese postuliert eine Verbindung von verschränkten Quantenteilchen, den EPR-Paaren, durch (spezielle) Wurmlöcher, auch Einstein-Rosen-Brücken genannt. Die Vermutung ist ein Vorschlag zur Auflösung des durch das Feuerwall-Paradoxon von Joseph Polchinski verschärfte Informationsparadoxons Schwarzer Löcher und ist nach den Autoren auch ein neuer Zugang zur Quantengravitation. Nachdem Ping Gao, Daniel Louis Jafferis und Aron C. Wall 2016 durchquerbare Wurmlöcher und deren äquivalente Beschreibung als Quantenteleportation vorgeschlagen hatten, führte dies auch zu einem neuen Lösungsansatz für das Informationsparadoxon Schwarzer Löcher.

## Auszeichnungen
Von 1998 bis 2000 war Maldacena Sloan Research Fellow. Im Jahr 1999 war er Fellow der MacArthur Foundation. Im Jahr 2007 erhielt er den Dannie-Heineman-Preis für mathematische Physik, 2008 die Dirac-Medaille (ICTP) und 2012 den Pomerantschuk-Preis. Im gleichen Jahr 2012 wurde ihm auch der Fundamental Physics Prize zuerkannt. 2018 erhielt er die Lorentzmedaille der Königlich Niederländischen Akademie der Wissenschaften und die Albert-Einstein-Medaille. 
Seit dem Jahr 2007 ist Maldacena Mitglied der American Academy of Arts and Sciences sowie seit 2013 Mitglied der Päpstlichen Akademie der Wissenschaften und der National Academy of Sciences.
Laut XStructure ist Maldacenas Veröffentlichung The Large N Limit of Superconformal Field Theories and Supergravity der am häufigsten zitierte Artikel auf dem Preprintserver ArXiv.